# Exploze v Humberto Vidal
Exploze v Humberto Vidal je označení pro výbuch plynu, který nastal dne 21. listopadu 1996 v obchodu s botami Humberto Vidal ve městě San Juan, hlavním městě ostrovního území Portoriko. Exploze zabila 33 lidí a zranila 69 dalších. Je to jedna z nejsmrtelnějších nehod, které se kdy na ostrově odehrály.

## Exploze
Exploze nastala přibližně v 8:35 dne 21. listopadu 1996. Zabila 33 obětí a zranila 69 dalších. Většina obětí byla v okamžiku nehody v budově, další ale byli v ulicích v okolí budovy. Šestipodlažní budova, ve které se nacházel obchod s botami Humberto Vidal, klenotnictví, obchod s hudbou a ředitelství Humberto Vidal, byla výbuchem úplně zničena a následně stržena.
Jednou z hypotéz bylo nastražení výbušného zařízení tajným polovojenským sdružením nebo úmyslné zapálení komplexu, z důvodu podobných úmyslných činů v minulosti. Nenalezly se ale žádné stopy po výbušninách ani žádné hořlavé látce, kterou by mohl žhář použít.

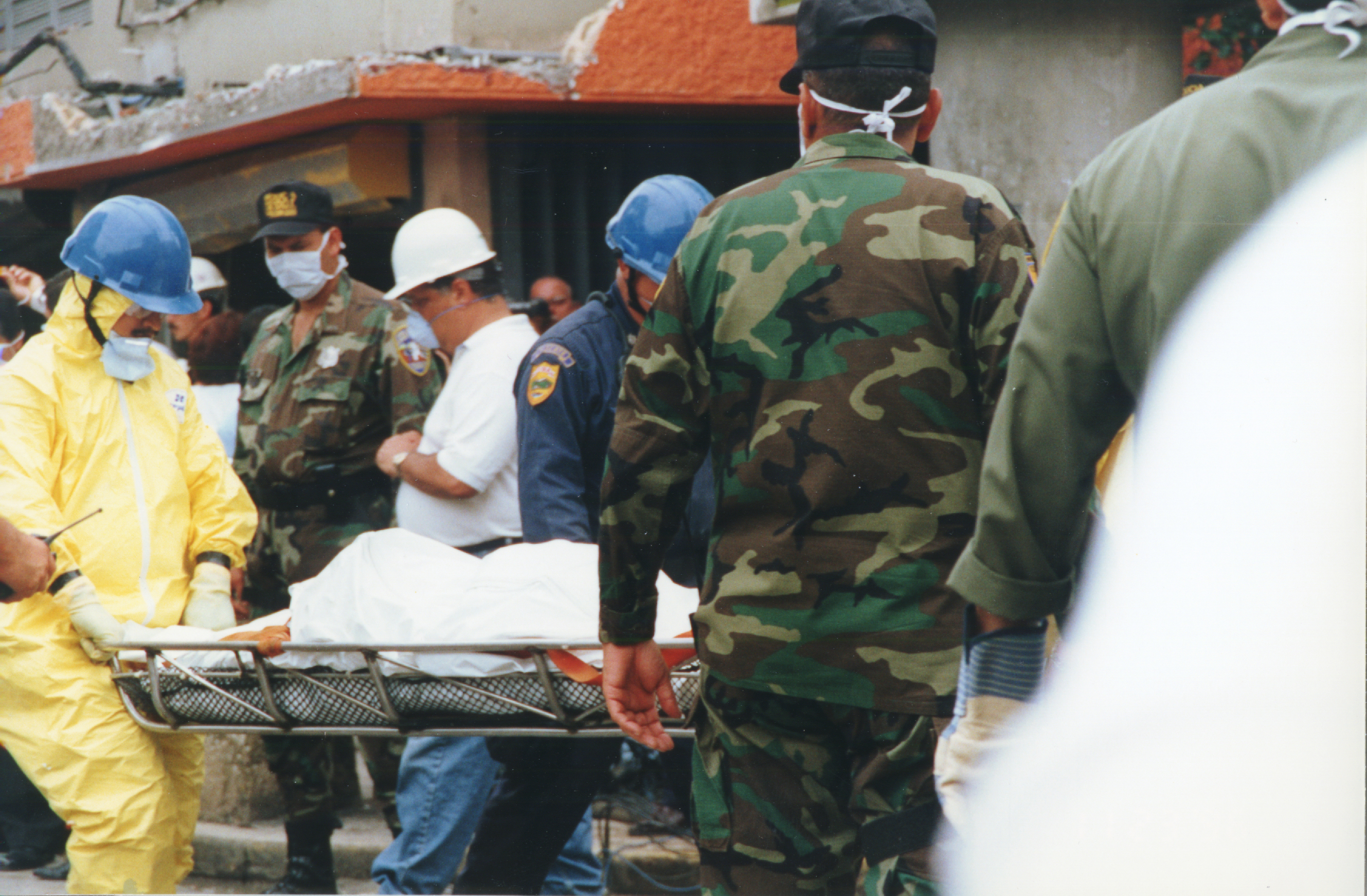
Přeživší je odnášen z hromady sutin.

Prezident Spojených států amerických Bill Clinton prohlásil Portoriko za oblast postiženou katastrofou, což zajistilo obdržení pomoci z federálních zdrojů, včetně pomoci Národní rady pro bezpečnost dopravy (NTSB), která okamžitě zahájila vyšetřování. San Juan Gas Company (vlastněná Enron Corporation) odmítla jakoukoliv odpovědnost za nehodu a tvrdila, že budova neměla v době výbuchu žádný přívod plynu.

## Vyšetřování
Vyšetřování Národní rady pro bezpečnost dopravy (NTSB) odhalilo, že několik osob nahlásilo údajný únik plynu v budově plynové společnosti několik dnů před explozí, když si stěžovali na velký zápach. Do obchodu s botami nevedl žádný přívod plynu, jako podezřelý se jevil nedaleký plynovod, který obsahoval propan, který je těžší než vzduch. Ukázalo se, že tento plynovod byl rozbitý. Před několika lety byl pod plynovod nainstalován i vodovod, což ještě více ohlo plynovod (který byl již před instalací vodovodu ohnutý). Po instalaci vodovodu se plynovod přerušil a plyn začal unikat. 
Výbušný plyn se dostal až do suterénu obchodu s botami, kde způsoboval zmiňovaný zápach. Největším problémem ale bylo, že technici plynové společnosti nebyli schopni únik plynu detekovat ještě před výbuchem. Vyšetřovatelé odhalili, že vývrty používané pro detekci plynu v podzemí byly pouze 46 cm v podzemí, ačkoliv propan (těžší než vzduch) samotný byl až 120 cm v podzemí. Tímto způsobem tedy nebylo možné detekovat, že plyn unikl. Nejzávažnější chyba nastala při kontrole suterénu obchodu. Technik měl přístroj na detekci plynu zapnout na čerstvém vzduchu, předtím, než vstoupí do budovy. Udělal to ale až po vstupu do budovy, čímž pádem nebylo možné detekovat únik žádného plynu.
San Juan Gas Company odmítala odpovědnost a prohlásila, že nehoda mohla být způsobena plynem z kanalizace. Tento plyn je ale lehčí než vzduch, čímž pádem by se musel shromažďovat u stropu. Propan, který je těžší než vzduch, se naopak shromažďuje u podlahy. Vyšetřování ukázalo, že výbuch vyhodil uložené boty směrem nahoru, což dokázalo, že výbušný plyn musel být u podlahy. Trám, který se následkem výbuchu ohnul směrem nahoru, byl pro doložení, že výbuch musel jít zezdola, taktéž velmi důležitý. 

## Následky
Oběti nehody a vlastníci postižených společností zažalovali plynovou společnost, která čelila celkem 1500 žalobám. Ačkoliv celou dobu společnost odmítala jakékoliv pochybení, 725 ze všech žalob bylo vyřízeno mimosoudně a 101 žalob skončilo rozsudkem v neprospěch společnosti. Společnost byla taktéž kritizována za nekvalitní školení svých pracovníků. Vedení přislíbilo toto napravit.